# Тулунбек
Тулунбе́к-хану́м (? — 1386, Сарай-Берке) — дочь хана Золотой Орды Бердибека, жена темника и беклярбека Мамая, регент Золотой Орды в 1370—1372 годах при хане Мухаммед Булаке (773 г. х.), жена хана Тохтамыша с 1380 года.

## Биография
Тулунбек стала старшей женой Мамая, когда её отец был только наследником престола. Благодаря этому браку статус Мамая, который не был чингизидом существенно повысился, он стал пользоваться титулом «гурген» — ханский зять. Несомненно, что близость Бердибека и Мамая, скреплённая этим браком, повлияла на получение последним, от пришедшего к власти Бердибека, должности первого министра — беклярбека, наивысшей должности, на которую мог претендовать нечингизид.
После смерти Бердибека, в обстановке острой борьбы за власть и постоянной смены ханов в Сарае, Мамай добился большого авторитета, как оплот и защита законных правителей из рода Бату от претендентов на трон, происходящих от других детей Джучи. Однако его неродовитость не позволяла ему самому занимать ханский престол, и Мамай пытался найти подходящего чингизида, не слишком властного, чтобы быть при нём всесильным министром. В 1370 году сложилась ситуация, когда Мамай мог занять Сарай, но хан Абдуллах скончался и Мамай не мог найти подходящей замены. Тогда Мамай пошёл на беспрецедентный шаг, провозгласив ханом свою жену, родовитость которой не вызывала сомнений, ведь она была дочерью хана Бердибека, происходившего из наиболее легитимной ветви чингизидов рода Бату. Она правила в Сарае в 1370—1372 годах. Её признали не только в столице, но и Тагай, эмир Мохши, судя по тому, что у него также чеканились монеты от её имени. Вместе с тем это назначение видимо воспринималось как временное, и Мамай продолжал искать себе хана, остановившись на восьмилетнем Мухаммад Булаке, сыне Абдуллах-хана. Мухаммад Булак был провозглашён ханом на рубеже 1371—1372 года. Номинально Тулунбек была регентом при малолетнем хане.
В 1380 году после поражения Мамая в битве при Калке, беклярбек бежал в Крым и был там убит, а его гарем (жёны и находящиеся под его защитой женщины из дома Бату) достался Тохтамышу. Чтобы повысить свою легитимность в глазах столичной сарайской знати и возможных приверженцев дома Бату, Тохтамыш взял в жёны Тулунбек-ханум, дочь хана Бердибека и вдову Мамая.

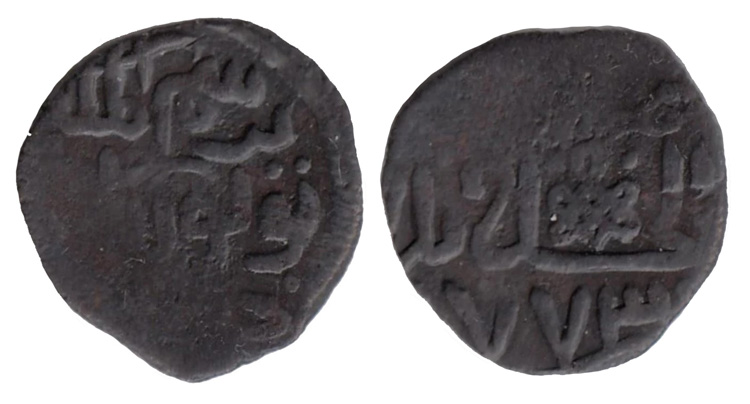
Тулунбек. г. Сарай ал-Джадид 773 г.х

В 1386 году против Тохтамыша был составлен заговор, о котором сохранилось мало сведений. Известно, что хан казнил свою жену Тулунбек. В этом же году были выпущены монеты с именем хана Бердибека. Вероятно, против Тохтамыша был составлен заговор с целью замены его на троне потомком Бату, его участниками могли стать бывшие приверженцы Мамая во главе с его вдовой. Некоторые участники этого заговора во главе с мангытским эмиром Идигу бежали в Мавераннахр, к эмиру Тимуру, который начал  охотно принимать (ранее он поддерживал Тохтамыша) ордынских эмигрантов, недовольных Тохтамыш-ханом.